# 調布市PA-46墜落事故
調布市PA-46墜落事故（ちょうふしPA-46ついらくじこ）は、2015年（平成27年）7月26日、小型航空機パイパー PA-46が調布飛行場を離陸した直後に、東京都調布市富士見町の住宅地に墜落した日本の航空事故。
消防庁では「東京都調布飛行場近隣住宅地における小型航空機の墜落火災」、国土交通省運輸安全委員会では「東京都調布市における小型機墜落航空事故」と呼称している。
事故を検証していた国土交通省の運輸安全委員会は、2年後の2017年7月18日に事故原因を発表した（後述）。

## 概要
2015年7月26日午前10時58分（現地時間）に調布飛行場を離陸し、慣熟飛行を行うため伊豆大島に向かっていたパイパー PA-46 登録記号JA4060（定員6人、うち操縦士席2席、今フライトでの搭乗者数は5人、うち操縦士は1人）が、数十秒後に調布市富士見町1丁目の住宅地に墜落した。
墜落した機体との接触により、住宅9棟が破損および焼損し、出火した住宅内にいた女性1人と事故機のパイロットおよび乗客男性の計3人が焼死、接触した住宅内にいた女性2人と乗客3人が負傷した。乗客のうち死者は、対面式の前側の客席に座っていた。
同日中に、国土交通省の運輸安全委員会は事故原因究明のため、航空事故調査官を現地に派遣した。

## 該当航空機
パイパー・エアクラフト製のPA-46-350Pで、登録記号はJA4060であった。1989年に日本フライングサービスが日本国籍で登録。2つの事業社を経て事故当時のベルハンドクラブへ移籍した。事故当時、所有はベルハンドクラブであるが、実質的な使用者はシップアビエーションであり、耐空証明はシップアビエーションの親会社にあたる日本エアロテックが行っていた。
ゼネラルアビエーションでは、このように実質的な所有者・運航者・整備担当が分かれている場合が一般的である。
なお事故該当機は、2004年（平成16年）10月27日、北海道札幌市の札幌飛行場（丘珠空港）でオーバーランを起こし、エンジンを損傷していた。
また機体とは直接関係ないが、2005年（平成17年）7月12日には、埼玉県狭山市の航空自衛隊入間基地付近にて、航空自衛隊所属機のC-1とニアミスを起こしている。

## 事故当時の状況

### 目撃証言
事故現場の近所に住む70代の女性は「自宅にいたらドスンという音が聞こえて、はじめは車がどこかに突っ込んだのかと思った。その後も何度か何かが爆発するような音が聞こえたので、近くまで見に行ったら、真っ黒な煙がもうもうと上がっていて、2、3人くらいが乗る大きさの飛行機の機体の一部が見えた。また、近所の人に話を聞いたら、墜落する直前に子どもの声で『助けて』と聞こえたと話していた。今も消防車や救急車がたくさん来ていて、すぐ近所なので怖くて足が震えている」と話した。
現場付近にある調布市立調布中学校の教諭は「部活動があるので、先ほど学校に来たら、飛行機が落ちたというので大騒ぎになっていた。煙が上がっている様子は学校からも見える。当時、校内には部活動をしている生徒がいたが、被害は出ていない。今は保護者から子どもは大丈夫かという問い合わせが相次いでおり、対応しています」と話した。なお同校には1980年（昭和55年）8月、航空測量用の小型機が調布飛行場を離陸直後に失速し、校庭に墜落して乗員2人が死亡しており、その際に運輸省航空事故調査委員会（当時）は「エンジンを駆動させる燃料ポンプ内の構造不備が原因」とする調査結果を発表している。

### 報道
事故発生当時、フジテレビ系列各局（テレビ大分を除く）では「FNS27時間テレビ」を放送していたが、この事故が発生したために昼のニュース中断枠を延長したり、午後のコーナーの一部を中断して臨時ニュースが数分挿入された。
なお、事故発生直後の一部報道や新聞では「セスナ機が墜落」と報道された。実際はセスナ社製ではなくパイパー社製機であったため、代理店等の関係者から報道にクレームが入り「小型機」という表現に変更された。

## 事故原因

### 発生当初の原因分析
マスコミの取材に対し、元全日本空輸機長で航空評論家の樋口文男は「動画共有サイトに投稿された映像や、レシプロ小型機の低速度から考えて、離陸から墜落まで20 - 30秒しかなかったようだ。離陸直後に機関に重大なトラブルが起き、住宅街を避ける余裕がないまま墜落したのでは」と指摘している。また「エンジン音が普段より低かった、通常より高度も低かった」という目撃情報については「通常なら離陸時はエンジン出力を最大にするため、エンジン音も高くなる。普段より低かったとすれば、エンジン出力が十分に上がっていなかった可能性がある」と述べている。墜落現場の状況については「壊れた機体が散乱している住宅の、2軒隣の住宅の屋根が大きく壊れているのが分かる。この屋根に主翼が接触し機体がひっくり返った勢いで2軒先の住宅に衝突し、燃料タンクから燃料が漏れ火災が起きたのでは」と指摘している。
同じく航空評論家の秀島一生は、事故の目撃者が撮影した映像を分析し「離陸後、エンジン出力が増すべきところで音が大きくならずに消えているように聞こえる。上昇中に何らかの原因でエンジンが止まった可能性が高い」と指摘している。また、事故機が仰向けになった状態で見つかったことに対し「住宅を避ける間もなく突っ込んだとみられる」としたうえで「たとえエンジンが止まったとしても、操縦ができた状態であればもう少し飛べたはず」とエンジン以外にもトラブルが起きた可能性があることを指摘している。
航空安全コンサルタントの佐久間秀武は「離陸しているということは、それまでエンジンに異常がなかったということ。操縦系統が整備不良だったのではないか」と指摘した。
以上のようなエンジンや操縦系統、整備ミスという機材原因説のなか、2015年7月27日（事故の翌日）に２年後の国土交通省の報告書と同じ内容の分析が公開されていた。

### 国土交通省による報告書
2017年7月18日、事故を検証していた国土交通省運輸安全委員会委員長の中橋和博は「事故原因については、離陸後間もなく速度が低下し、失速して墜落したものと推定している」と発表。検証の結果、墜落した小型機は必要以上の燃料を積むなどして、離陸可能な重さを58キロ超過し、離陸に必要とされる速度を下回る速度で離陸し、さらに機長が高度を上げようと機首を上げ続けたことで空気抵抗が大きくなり、失速したと結論付けた。また、残骸の調査からはエンジンの故障を示す証拠は発見されなかったものの、数学モデルを用いた解析からはエンジンの出力が低下していた可能性があることが示された。運輸安全委員会はこれらの要因が重なり、事故に結び付いた恐れがあるとした報告書を国土交通大臣に提出した。国土交通省の担当者は、積載燃料が多かった理由について「往復分に加え、余裕をみた量を積んでいた可能性がある」としている。
事故機の理論上の最大離陸重量は約1,950kgに対し、事故当日は機体重量約1,200kgに、積載燃料約280kg（予定していた伊豆大島までの片道分の5倍にあたる）、成人男性5人と荷物を積載しており、離陸可能な限界重量に近かったと指摘されている。

## 刑事訴訟
事故機の機長は、自身が社長を務めるシップ・アビエーションのウェブサイトで、無許可で操縦士訓練の宣伝を行っていた。機長の飛行時間は自己申告では約1500時間であり、訓練の指導に必要な「操縦教育証明」の免許は取得していたが、事業に必要な国土交通省の許可を受けていなかった。機長はウェブページで「関連役所等の理解が得られず許可を受けるに至っていない」とし、訓練はパイロットを養成する航空機使用事業ではなく「クラブ運営方式」だと主張していた。
事故機の飛行目的は、操縦技術の維持向上を目的とした慣熟飛行として届け出されていたものの、実態は遊覧飛行であった可能性が指摘されている。調布飛行場では遊覧飛行目的の利用は禁止されているが、慣熟飛行の際に同乗者に関して明確な規定は存在せず、慣熟飛行と遊覧飛行の線引きは曖昧となっている。
警視庁は、慣熟飛行ではなく乗客から費用を集めたチャーター飛行だったと判断し、2017年3月29日、機体を管理していた日本エアロテックの社長と事故で死亡した機長ら3人と法人としての同社を航空法違反容疑などで書類送検した。同年12月28日、東京地検立川支部は法人としての日本エアロテックと社長を航空法違反罪で在宅起訴した。
2018年4月23日、東京地方裁判所立川支部で初公判が開かれ、被告の同社社長は航空法違反容疑の起訴内容を認めた。起訴状によれば、社長は死亡した機長と共謀して2013年1月から事故当日までの計4回にわたり、無許可で1回10万円から128万円の料金を取り、計15人の乗客を乗せて飛行した。死亡した機長と日本エアロテックの営業担当だった男性は不起訴となった。同年5月18日、東京地裁立川支部は起訴事実を認定し、社長に懲役1年・執行猶予3年（求刑懲役1年）、同社に罰金150万円（求刑通り）の有罪判決を下し、被告側は控訴せず同年6月1日に判決が確定した。
さらに同年11月21日、出発前の機体の重量確認を怠ったとして、警視庁は業務上過失致死傷容疑で日本エアロテックの社長と機長を書類送検した。しかしその後、2021年10月28日、東京地検立川支部は業務上過失致死傷では嫌疑不十分で不起訴とした。航空専門家の意見を聞くなどして起訴の可否を調査したものの墜落原因の特定には至らず「過失による事故とは言い切れない」と判断した。

## 民事訴訟
2017年10月13日、墜落事故による火災で死亡した女性の遺族が、飛行許可を出した東京都および運行会社のシップ・アビエーション、管理会社の日本エアロテックの2社を相手取り、慰謝料など計約1億1000万円の損害賠償を求めて東京地裁に提訴した。原告側は「東京都が注意義務を怠り、違法な遊覧飛行を許可した責任がある」と主張。事故後に原告である母親はうつ病およびPTSDを発症、謝罪や補償も受けておらず、焼失した自宅も再建できていないという。
2020年7月16日、東京地裁は会社側に約7500万円の支払いを命じ、東京都への請求は棄却した。裁判長の加本牧子は、事故調査報告書を踏まえ「墜落事故の原因は重量オーバーを確認せずに低速離陸や過度な機首上げを行った機長にあり、彼が代表取締役を務めていたシップ・アビエーションには責任がある」「エアロ社には、運航管理担当者を置かず、安全のために必要な情報を機長に提供しなかった責任がある」と判断した。一方で「東京都は当該飛行が遊覧飛行に該当すると認識した事実は認める証拠は足らず、両社が遊覧飛行を行って処分を受けたとする証拠もない」として、東京都への請求は退けた。シップ・アビエーション社はこの判決を受入れ、賠償額も確定したが、日本エアロテック社は自らの責任を否定し、東京高裁に控訴した。
2021年10月13日、東京高裁は、日本エアロテック社の責任を認めた1審・東京地裁判決を取り消し、請求を棄却した。判決で裁判長の八木一洋は「機長に対する実質的な指揮監督の関係はなかった」と述べた。
2022年6月2日付で最高裁は遺族側の上告を受理しない決定をした。遺族側の請求を棄却した2審東京高裁判決が確定し、遺族への賠償はシップアビエーション社のみが負うこととなった。

## 地元自治体の対応
事故当日の2015年7月26日、調布市長の長友貴樹がコメントを発表し「東京都に対して安全対策の徹底と自家用機の使用削減について強く要請してきたが、今回のような事故が起こったことは誠に遺憾」と抗議の意を示すとともに「被災された方々に対しては、市として取り得る限りの支援をして参りたい」と事故被災者支援の意思を表明した。
翌日の同年7月27日、調布市議会議長もコメントを発表し「交通不便地域である離島航空便の確保のため調布飛行場存続を受け入れてきたが、自家用機の事故により市民の生命が奪われた事故は極めて遺憾。到底看過することはできない」と強く抗議。また同年9月2日、調布市議会は墜落事故について東京都に抗議する決議を満場一致で可決した。
さらに同年7月28日、調布飛行場の地元自治体である調布市、三鷹市、府中市の3市で緊急合同声明を発表。3市の市長による連名で、当時の東京都知事・舛添要一宛に「小型航空機墜落事故対応に関する、地元3市による東京都への緊急要請文」を提出し、調布飛行場の安全運行を求める立場の地元市として厳重に抗議するとともに、原因究明と再発防止、自家用機の離着陸の自粛、今後の自家用機の運航停止を視野に入れたさらなる削減などを求めた。
2017年3月31日、日本エアロテックの航空法違反容疑による書類送検を受け、調布市、三鷹市、府中市の3市の市長が東京都を訪問。3市の市長による連名で、東京都知事・小池百合子宛の「調布飛行場の航空法違反等への対応に関する要請文」を東京都港湾局長に提出した。そのうえで「東京都と地元市との覚書に反する遊覧飛行が繰り返されていた事態は極めて遺憾であり、地元市および地元住民との信頼関係を損なうもので、都としての管理責任が問われる」と指摘し、調布飛行場の管理運営実態の徹底した調査・検証、万全な安全対策、厳格な管理運営、周辺住民の不安解消など必要な対応を図るよう強く要請した。

## 影響

### 自家用機の運航自粛と再開
事故当日は、午後2時から安全確認のために滑走路が閉鎖され、伊豆諸島発着の定期便4路線17便が欠航して約200人に影響が出たが、7月27日からは全便が運行再開された。自家用機の離着陸については、東京都港湾局は事故直後の住民説明会で「事故原因が究明され、再発防止策が図られるまで自粛を要請する」としていた。
しかしその後、東京都港湾局は2018年9月11日、自家用機の運行を同月13日より再開すると発表。
これに対して調布市議会議長は同月11日に「調布飛行場自家用機運航再開に伴う議長声明」を発表し「市は交通不便地域である離島住民の生活に不可欠な航空便の確保のため、苦渋の選択として飛行場の存続を受け入れてきた」「都は地元3市と協定・覚書を締結し、遊覧飛行の禁止をはじめとする飛行場の運用制限や騒音対策の徹底などを約束したにもかかわらず、それに反して起きた事故により市民の尊い人命が奪われた事態を重大問題と捉え、都に対し自家用機の全面運航停止を求めてきた」としつつ「都は住民説明会でも明確な説明をしないまま、地元3市に対し運航再開時期を打診するなど、事故被害者と周辺住民に対し不誠実であり自ら信頼を踏みにじった」と激しく批判し、都に対し自家用機の運航再開について遺憾の意を表明した。調布・府中・三鷹の3市は、引き続き都に対して安全対策と再発防止の強化、周辺住民への誠意ある対応を求めるとした。

### プロペラカフェでの遊覧飛行PR
2004年3月にTBSテレビ『王様のブランチ』で放映された「新選組 近藤勇の里 武蔵野・深大寺路線バスの旅」の番組中で、日本エアロテック社が調布飛行場内で運営する「プロペラカフェ」で、同社が「体験飛行」と称して行っていた遊覧飛行をPRしていることが紹介されていた。番組放送後に調布市から都に対し中止を求めたところ、都からは「現在は調布飛行場での遊覧飛行等は一切行われていない」と回答があったことが、事故後に調布市議会で問題とされた。
「プロペラカフェ」は同社の社員食堂として運営されているが、一般客にもカフェとして開放されている店舗である。事故後は営業を一時中止していたが、同年11月より早くもカフェとしての一般向け営業を再開している。

### 調布飛行場まつりの中止
今回の事故に伴い、毎年10月に開催されていた「調布飛行場まつり」が中止され、前年開催の第19回（2014年10月19日開催）を最後に、当年度より開催を見合わせている。
主催は、東京都港湾局、日本エアロテックを含む航空会社が構成する「調布空港協議会」、調布市商工会青年部により構成される「調布飛行場まつり実行委員会」。調布市をはじめ地元3市が協力して開催し、普段は立入禁止の駐機場や格納庫の一部が開放され、小型飛行機の展示・体験搭乗、管制塔見学ができるほか、地元と島嶼の郷土芸能の披露や特産品即売、模擬店や大抽選会などの地域交流イベントが開催され、周辺住民に親しまれていた。開催日には会場アクセスのため、武蔵境駅・調布駅から小田急バスの直行便が出ていた。